# Доусон, Кевин
Ке́вин До́усон (исп. Kevin Emiliano Dawson Blanco; родился 8 февраля 1992 года, Монтевидео) — уругвайский футболист, вратарь.

## Биография
Кевин Доусон родился в Монтевидео в семье потомков британских мигрантов. В очень раннем возрасте семья переехала в Колонию-дель-Сакраменто, из-за чего на подавляющем числе статистических сайтов и в журналистской среде принято считать, что он родился в этом городе. В детстве он вначале хотел заняться греблей, затем баскетболом, пока не остановил свой выбор на футболе. В возрасте девяти лет стал заниматься в детской школе клуба «Пласа Колония». В 13 лет переехал в Монтевидео и до 2011 года занимался в Академии «Насьоналя». На юношеском и молодёжном уровне был известен по материнской фамилии, как Кевин Бланко. В 2007 году вызывался Фабианом Които в сборную Уругвая до 15 лет, в 2009 году призывался в сборную Уругвая до 17 лет Рональдом Марсенаро.
В 2011 году вернулся в Колонию-дель-Сакраменто, где в сентябре подписал уже профессиональный контракт с «Пласой Колонией». За основной состав дебютировал в матче Второго дивизиона 19 ноября 2011 года в возрасте 19 лет. Игра против «Вильи-Тересы» завершилась со счётом 1:1, причём соперник сумел забить гол только с пенальти.
В сезоне 2014/15 «Пласа Колония» заняла второе место во Втором дивизионе и вернулась в элиту. Команде удалось выиграть Клаусуру 2016 года и в золотом матче против «Пеньяроля» (победителя Апертуры 2015) «Пласа Колония» в дополнительное время уступила со счётом 1:3. Это второй в истории случай, когда вице-чемпионом страны стала команда, не представляющая Монтевидео. Большую роль в успехе провинциальной команды сыграл её вратарь, чем привлёк внимание грандов уругвайского футбола. 6 января 2017 года Кевин Доусон подписал однолетний контракт с «Пеньяролем».
В первый же год помог своей команде выиграть чемпионат Уругвая. В декабре «Пеньяроль» выкупил 50 % прав на Доусона (за 400 тыс. долларов) у его прежнего клуба. «Ауринегрос» воспользовались правом полного приобретения прав лишь в январе 2019 года. В 2018 году Кевин Доусон стал одним из ключевых игроков в составе «Пеньяроля», который во второй раз подряд стал чемпионом. В 33 матчах чемпионата он пропустил 25 мячей и сыграл на ноль 13 раз. Доусон первым среди вратарей был признан лучшим футболистом чемпионата Уругвая в 2018 году.

## Личная жизнь
У Кевина есть две сестры — Роксана (работает врачом) и Ванина. Жена Паула настояла на продолжении карьеры Кевина в 2014 году, когда тот получил серьёзную травму. Есть дочь Франческа (род. 2012).

## Достижения
- Чемпион Уругвая (2): 2017, 2018
- Обладатель Суперкубка Уругвая: 2018
- Лучший вратарь чемпионата Уругвая: 2016 (Referí), 2017 (Referí), 2018 (Referí и АУФ)
- Футболист года в Уругвае (чемпионат): 2018 (Referí и АУФ)